# AIMS
Gli Standard per la Gestione dell'Informazione sull'Agricoltura (AIMS), sono un'iniziativa promossa dalla FAO allo scopo di migliorare la coerenza tra i sistemi informativi agricoli. Primo obiettivo del progetto è la creazione di un "clearing house" per gli standard di gestione dell'informazione. Ciò servirà a rendere interoperabili i sistemi informativi agricoli esistenti e quelli nuovi e a condividere e promuovere l'adozione di metodologie, standard e applicazioni comuni.

## Obiettivi
AIMS fornisce agli utenti servizi semantic-based e rende disponibili i sistemi di organizzazione della conoscenza, gli standards, i metadati, le metodologie e gli strumenti di funzionalità, i servizi online, i servizi web a:
- esperti della gestione della informazione e di information technology al fine di costruire sistemi che possano facilmente scambiare e/o sincronizzare dati
- esperti “subject-domain” al fine di garantire che il loro lavoro sia conforme agli standard e alle metodologie.

## Standard

### AGROVOC
L'AGROVOC Thesaurus è un vocabolario multilingue, destinato a coprire la terminologia di tutti i campi nell`agricoltura, silvicoltura, pesca, prodotti alimentari e ambiti affini.
- È disponibile online in: arabo, cinese, ceco, inglese, persiano, francese, tedesco, hindi, ungherese, italiano, giapponese, coreano, Lao, polacco, portoghese, russo, slovacco, spagnolo, tailandese.
- Può essere scaricato gratuitamente per uso non commerciale in formato MySQL, MS Access, RDF, OWL, SKOS, Postgres, TagText e ISO2709.
- È disponibile tramite un servizio Web che aggiorna il thesaurus, riducendo così il tempo e gli sforzi necessari per scaricare e aggiornarlo regolarmente e comprende l'ultima versione del thesaurus delle varie applicazioni.

l`AGROVOC Thesaurus è il fondamento del concetto AGROVOC Server (CS). Si tratta di un sistema concept-based che permette la rappresentazione di specifiche relazioni tra i concetti e le loro lessicalizzazioni multilingue. Il CS AGROVOC è stato progettato per essere gestito da una rete distribuita di maintainers ed editors.
Il CS Workbench è un ambiente di lavoro web-based per la gestione dei contenuti di CS AGROVOC. Si tratta di uno strumento che costruisce e struttura ontologie multilingue e sistemi di terminologia.

### KOS (Sistemi di Organizzazione della Conoscenza)
All'interno del settore agricolo, ci sono diverse knowledge organizations systems (KOS). Alcune tra le più importanti sono raggruppate e presentate presso il KOS Registry, con collegamenti ai loro siti originali.

### Ag-Standards
Un set di metadati è costituito da elementi in cui ognuno si riferisce ad un'etichetta che descrive una particolare informazione di una risorsa. Laddove per “risorsa" si intende “tutto ciò che ha un'identità". Nel contesto del “Document-like Information Objects”, una risorsa potrebbe essere, ad esempio, un documento, una monografia, una pagina web, una relazione di progetto, ecc
AgMES (Agricultural Metadata Element Set) è stato lanciato nel novembre 2000 durante un seminario a Bruxelles, organizzato congiuntamente dalla FAO (Food and Agriculture Organization (FAO) of the United Nations ) e da OneWorld Europe. Il progetto mira a comprendere i problemi degli standard semantici nel settore agricolo per quanto riguarda la descrizione, la scoperta di risorse, l'interoperabilità e lo scambio di dati per diversi tipi di risorse informative.
AgMES lavorerà come un ombrello sotto il quale possono essere definiti i “name space”per elementi nuovi che sono ritenuti necessari e sono utilizzati per le diverse risorse (Document like Information Objects o DLIOs, progetti, eventi, ecc) in tutte le aree rilevanti per la produzione alimentare, per la nutrizione e per lo sviluppo rurale.

## Strumenti

### AgriDrupal
AgriDrupal è al tempo stesso sia una suite di soluzioni per la gestione dell'informazione agricola sia una comunità che si interroga su queste soluzioni. La comunità AgriDrupal è composta da persone che lavorano nella comunità degli specialisti di gestione informativa agricola e che sperimentano soluzioni IM in Drupal. La comunità interagisce utilizzando la piattaforma AIMS community.
La comunità lavora su soluzioni modulari:
- creando / adattando / sponsorizzando nuovi "moduli" per Drupal;
- raccomandando moduli esistenti e le migliori configurazioni per il rispetto degli standard;
- condividendo script e tecniche che risolvono i problemi comuni

Tali soluzioni possono essere integrate in ogni installazione di Drupal.

### WebAgris
WEBAGRIS è un sistema completo e multilingue basato sul Web per distribuire dati di input, di elaborazione e di diffusione (attraverso Internet o su CD-Rom), di informazioni bibliografiche di prodotti agricoli. Essa si basa su standard comuni di dati in ingresso e formati di diffusione (XML, HTML, ISO2709), nonché dello schema di categorizzazione soggetto e thesaurus AGROVOC. WEBAGRIS permette anche di collegarsi ipertestualmente a documenti che sono disponibili in formato elettronico.

### Registry of Tools
- Metadata/Cataloguing Tools: Strumenti Metadata usati per la creazione di metadati utilizzati per vari tipi di risorse, tra cui WebAGRIS e i collegamenti ad altri strumenti calibrati secondo gli standard semantici dell'agricoltura, come l'estensione AGRIS per DSpace
- Strumenti per le Ontologie: editor che consentono lo sviluppo di ontologie.
- Strumenti Thesaurus: strumenti gratuiti per la gestione e il miglioramento del Thesaurus AGROVOC.
- Strumenti Diversi:: Diversi tipi di iniziative come validatori, i parser o prestatori di servizi come AgriFeeds che offrono una vista aggregata di notizie ed eventi in agricoltura.

## Comunità
Il sito AIMS attraverso un wiki, un forum e un blog incoraggia la collaborazione tra le istituzioni e le persone che desiderano condividere le competenze su come utilizzare gli strumenti, gli standard e le metodologie. Inoltre, notizie ed eventi sono pubblicati su AIMS come parte del suo 'accesso one-stop' per l'interoperabilità e la riusabilità delle risorse informative.
La piattaforma Aims si rivolge alle comunità globali agricole, compresi i fornitori di informazioni, dagli istituti di ricerca alle istituzioni accademiche, istituzioni scolastiche e al settore privato.